# 프라산타 찬드라 마할라노비스
프라산타 찬드라 마할라노비스(영어: Prasanta Chandra Mahalanobis, 1893년 6월 29일 ~ 1972년 6월 28일)는 인도의 과학자, 통계학자이다. 마할라노비스 거리 측정으로 알려져 있으며, 독립 인도의 계획위원회 초대 위원 중 하나였다. 인도에서의 인체측정학을 개척하였으며 인도 통계 연구소를 설립하였다.